# 安通温泉
座標: 北緯23度16分53秒 東経121度20分30秒 / 北緯23.2813158153259度 東経121.341710262164度
安通温泉（あんつうおんせん）は台湾花蓮県玉里鎮楽合里、台30線21.3KM地点にある温泉。安通地区の観光地として知られている。

## 歴史
この温泉は現地に住むアミ族には古くから知られており、Angcoh（アミ族の言葉で「臭い」）とよばれていた。これを台湾人が台湾語の発音で紅座という漢字をあて、さらに後年日本人が安通という字をあてた。
安通温泉は1904年に樟脳の採取に訪れた出口久米七が源泉を発見し、その後1930年代にあると警察の招待所や公共浴場が設けられた。
戦後、公共浴場は鎮公所（町役場）に接収され、引き続き浴場として運営された。1974年に民間の業者がこの公衆浴場を買い取り、「安通温泉大旅社」を開いた。
かつてはアクセスが不便なエリアであったが、2007年に台30線の開通によって非常にアクセスしやすくなった。
戦前の安通温泉大旅社と大浴場は2004年に県の歴史建築に登録され、文化資産として安通温泉飯店敷地内に佇んでいる。

## 泉質
源泉は安通渓沿い前後2.3kmに渡って分布しており、湯量も豊富である。弱アルカリ性の食塩性の硫黄泉でほぼ無色。湯温は66℃に達しほのかに硫黄臭を帯びている。
pHは7～8.2、炭酸水素イオン約2130ppm,ナトリウムイオン約571ppmを含む
業者が開発した温泉のほか、地元住民が作った露天風呂も安通渓沿いに存在している。